# Torre Ferrana
|  | Per a altres significats, vegeu «Torre Ferrana (Bescanó)». |

La Torre Ferrana és un mas fortificat a l'est del poble de Sobrestany, al municipi de Torroella de Montgrí (Baix Empordà). L'edifici fou bastit a la plana propera a l'antic estany de Bellcaire a uns 5 msnm El nom serveix també per a denominar aquest paratge. Aquest mas és una obra declarada bé cultural d'interès nacional.
La Torre Ferrana és al nord del Montgrí i acompanya a una masia construïda anteriorment. La torre és de planta quadrada -segueix la tipologia pròpia dels segles xvi i xvii, moment en què fou construïda- i està separada de la casa. És feta de pedra i als angles presenta carreus ben tallats. A cadascuna de les quatre façanes hi ha un matacà i espitlleres per a arma de foc. És molt semblant a la Torre Begura.
Adossat al mas primitiu hi ha una torre de base quadrada construïda als segles XVI o XVII.
El 1949 fou protegida com a Bé Cultural d'Interès Nacional per decret del Govern d'Espanya.
El seu ús com a finca agrícola fou abandonat l'any 1979 en un pla d'adquirir solars per a urbanitzar la zona duta a terme pels marquesos de Torroella, els de Robert, que no prosperà. Fa pocs anys que allotja una casa de colònies.